# Thanatophobie
 (janvier 2024).
Si vous disposez d'ouvrages ou d'articles de référence ou si vous connaissez des sites web de qualité traitant du thème abordé ici, merci de compléter l'article en donnant les références utiles à sa vérifiabilité et en les liant à la section « Notes et références ».
La thanatophobie, également appelée peur de la mort ou peur de mourir, est la phobie de la mort. Cette phobie n'est répertoriée dans aucune classification psychiatrique classique et est plutôt à relier à des troubles anxieux voire obsessionnels.

## Étymologie
Le mot est formé à partir du grec ancien θανάτος / thanatos, « mort », et φοβιά / phobia, « peur », ce mot signifie donc étymologiquement « peur de la mort ».
Dans la mythologie grecque, Thanatos est la personnification de la mort.

## Symptômes et conséquences

### Évitement
Pour se protéger de l'objet de leur peur, les thanatophobes évitent toutes les activités à risques,. Par exemple prendre le volant, partir en voyage, ou faire du sport. Il n'y a plus que chez eux où ils se sentent en relative sécurité.

### État dépressif
Toute cette anxiété et ce repli sur soi sont dangereusement liés à l'état dépressif.,